# Neunkirchen am Sand
Neunkirchen am Sand település Németországban, azon belül Bajorországban. Lakosainak száma 4782 fő (2023. december 31.).

## Népesség
A település népessége az elmúlt években az alábbi módon változott:
| Lakosok száma | 114  | 890  | 4197 | 4265 | 4646 | 4704 | 4760 | 4736 | 4635 | 4782 |
|               | 1875 | 1950 | 1975 | 1987 | 2012 | 2014 | 2016 | 2017 | 2021 | 2023 |